# Peter Annet
Peter Annet (Liverpool, 1693 – Londres, 18 de janeiro de 1769) foi um deísta e um livre pensador inglês.

## Juventude e obras
Dizem que Annet teria nascido em Liverpool. Um professor por profissão se tornou proeminente devido aos seus ataques contra os teólogos ortodoxos, bem como por pertencer a uma sociedade semi-teológica de debates, a Robin Hood Society, que se reunia na Robin Hood and Little John em Row Butcher. Annet era muito hostil em relação ao clero e aos textos sagrados, sendo um profundo deísta em todos os sentidos. Distinguiu-se por ser extremamente crítico sobre o caráter e a reputação do Rei Davi e do Apóstolo Paulo. Em 1739 escreveu e publicou um panfleto, Judging for Ourselves, or Freethinking the Great Duty of Religion, uma forte crítica do Cristianismo. Por escrever este e similares panfletos, perdeu seu cargo de professor.
Uma obra atribuída a ele, chamada A History of the Man after God's own Heart (1761), pretendeu mostrar que o rei Jorge II foi insultado por uma comparação atual com o Rei Davi. O livro é dito ter inspirado Voltaire em sua obra Saul. Ele também é atribuído a um John Noorthouck (Noorthook).
Em 1763 Annet foi condenado por difamação blasfêmica em seu trabalho chamado de Free Inquirer, dos quais apenas nove números foram publicados. Após a sua libertação, manteve em uma pequena escola em Lambeth, onde um de seus alunos foi o político James Stephen (1758-1832), que se tornou mestre no Chancery.

## Pelourinho e morte
Aos 68 anos de idade, Annet foi condenado ao pelourinho e a um ano de trabalho pesado. Morreu em 18 de janeiro de 1769.

## Posição
Quando os apologistas cristãos substituíram o argumento dos milagres pelo argumento do testemunho pessoal e a credibilidade da evidência bíblica, Annet, em sua Resurrection of Jesus (1744), atacou a validade de tais provas, e pela primeira vez aventou a hipótese da morte ilusória de Jesus, sugerindo também que, possivelmente, Paulo deveria ser considerado o fundador de uma nova religião. Em Supernaturals Examined (1747) Annet claramente nega a possibilidade de milagres.
Annet está entre os primeiros deístas filosóficos e os últimos propagandistas da escola de Thomas Paine, e parece ter sido o primeiro docente livre pensador (J. M. Robertson); seus ensaios, A Collection of the Tracts of a certain Free Enquirer, são convincentes, mas falta refinamento. Ele inventou um sistema de taquigrafia (2ª ed., com uma cópia de versos por Joseph Priestley).